# Деовићи
Деовићи су насељено мјесто у општини Хаџићи, Босна и Херцеговина.

## Становништво
|         | 2013.       | 1991.       | 1981.        | 1971.       |
| Укупно  | 61 (100,0%) | 72 (100,0%) | 91 (100,0%)  | 80 (100,0%) |
| Бошњаци | 60 (98,36%) | –           | 16 (17,58%)1 | –           |
| Срби    | 1 (1,639%)  | 72 (100,0%) | 75 (82,42%)  | 79 (98,75%) |
| Хрвати  | –           | –           | –            | 1 (1,250%)  |

1. 1 На пописима од 1971. до 1991. Бошњаци су пописивани углавном као Муслимани.